# 파시스트 (멸칭)
멸칭으로서의 파시스트 혹은 파시즘은 전후 추축국으로부터 승전한 미국과 소련이 냉전시기 상대방을 비방하고 모략하는데에 주로 사용했다. 냉전이 끝난 이후에도 좌파 또는 우파가 상대방 진영을 비판하는데에 자주 사용되는 용어이다.

## 개요
제2차 세계대전으로 파시스트 이탈리아와 독일이 패망하고, 자유주의 미국과 사회주의 소련으로부터 파시즘은 철저하게 파괴하고 청산되어야 할 절대악으로 여겨졌다. 대다수의 지식인들이 파시즘에 적대적인 입장에 있었기에 논쟁과정에서 상대를 '파시스트'라고 비난하는 것은 초기에는 매우 효과적으로 작용했다. 국가적 차원에서도 미국은 소련을 '적색 파시스트'국가로 규정하고 비난했으며, 마찬가지로 소련 역시 미국을 '파쇼 제국주의'국가로 비난했다.
그 결과 오늘날 '파시스트'라는 표현은 리처드 그리피스의 말대로 '오늘날 가장 오용되고 과잉 사용되는 용어 중 하나'가 되었다.

## 원인
전후 세계를 양분화한 자본주의자들과 공산주의자들은 스스로의 정당성을 반나치, 반파시즘 투쟁의 경험에서 찾았다. 이들은 파시즘을 절대악으로 규정하고 이를 청산하려는 적극적인 노력을 기울였는데, 이렇듯 파시즘을 완전히 부정하려는 시도는 파시즘과 약간의 공통점이라도 가지고 있는 사상이나 이념마저 파시즘의 딱지를 붙여 공격하는 상황으로 이어졌다.
또한 모든 사람이 동의할 수 있는 파시즘에 대한 명확한 정의가 존재하지 않는다는 것도 파시스트라는 용어가 남용되는데에 한 몫했다고 할 수 있다.

## 사례
- 미국의 공화당 보수파 중 일부는 나치가 환경보호운동을 적극 추진하였음을 근거로 생태주의자들을 파시스트로 몰아붙여 논란이 된 사례가 있다.

- 진중권은 '네 무덤에 침을 뱉으마'라는 저작에서 한국의 보수우파들의 행태가 나치와 흡사하다고 지적하며 이들을 파시스트라고 맹렬히 비난했다.

- 일본의 천황제 파시즘론을 부정하는 입장에서는, "천황제 파시즘" 자체가 실체가 없는 멸칭으로서의 "파시즘"에 지나지 않는다.

## 같이 보기
- 좌파 파시즘
- 종북
- 페미나치